# Dragon Age: Straż Zasłony
Dragon Age: Straż Zasłony (ang. Dragon Age: The Veilguard) – komputerowa fabularna gra akcji z gatunku low fantasy wyprodukowana przez BioWare i wydana przez Electronic Arts. Czwarta główna odsłona serii Dragon Age, kontynuacja Dragon Age: Inkwizycji (2014), rozgrywająca się dziesięć lat po wydarzeniach z poprzedniczki. Gracz wciela się w „Rooka” – przywódcę tytułowej Straży Zasłony, który wraz z zebranymi przez siebie sojusznikami próbuje powstrzymać pradawnych elfich magów przed zniszczeniem świata. Akcja osadzona jest na północy znanego z poprzednich odsłon fikcyjnego kontynentu Thedas, w krajach, które we wcześniejszych częściach były głównie tylko wzmiankowane.
Proces produkcji Straży Zasłony rozpoczął się w 2015 roku, niedługo po premierze ostatniego fabularnego dodatku do Inkwizycji, przedłużył się jednak znacząco ze względu na liczne problemy trapiące w międzyczasie BioWare. Należały do nich przede wszystkim odejścia wieloletnich pracowników – w tym reżyserów, producentów i scenarzystów dotychczasowychel odsłon serii – co doprowadziło do dużych rotacji kadrowych w zespole, którego członkowie dodatkowo przenoszeni byli do prac nad innymi projektami studia. Na przestrzeni lat grę kilkukrotnie kasowano, przeprojektowywano od podstaw i zmieniano jej koncepcję. Oficjalnie zapowiedziano ją w czerwcu 2022 jako Dragon Age: Straszliwy Wilk.
Dragon Age: Straż Zasłony trafiła do sprzedaży 31 października 2024 na PlayStation 5, Xboksa Series X/S i Windowsa. Po premierze spotkała się w większości z pozytywnym odbiorem ze strony zarówno graczy, jak i recenzentów, chwalących m.in. interesujące postacie towarzyszy i satysfakcjonującą mechanikę walki, krytykujących jednak fabułę i odejście od ponurego tonu wcześniejszych gier na rzecz grzecznej i bezpiecznej kontynuacji niewyróżniającej się na tle poprzedniczek. Nominowana była do Golden Joystick Award jako najlepsza gra roku oraz do The Game Award w kategorii „najlepsze opcje przystępności”.

## Opis

### Świat przedstawiony

Mapa Thedas, w którego północnej części rozgrywa się akcja Straży Zasłony.

Akcja Straży Zasłony rozgrywa się na północy fikcyjnego kontynentu Thedas. Głównymi lokalizacjami odwiedzanymi przez gracza są portowe miasto Treviso w Antivie; wybrzeże Rivanu; Wielka Nekropolia – największe miejsce pochówku zmarłych w Thedas; będące stolicą Imperium Tevinter miasto Minratus; mokradła regionu Hossbergu w Anderfels; oraz las Arlathan, w którym mieściła się stolica upadłego przed wiekami imperium elfów. Krainę zamieszkują ludzie, elfy, krasnoludy, qunari oraz lęgnące się pod ziemią mroczne pomioty – istoty skażone śmiercionośną zarazą znaną jako plaga. Równolegle do Thedas istnieje Pustka – metafizyczna domena będąca domem duchów i demonów oraz źródłem magii.
Przed wiekami dominującą rasą na kontynencie były elfy, które grupę tych władających najpotężniejszą magią uważały za swoich bogów, evanuris. Jeden z nich – Fen’Harel (Gareth David-Lloyd), zwany także „Straszliwym Wilkiem” – zbuntował się przeciwko niepohamowanej żądzy władzy innych bogów, przede wszystkim Elgar’nana (Joseph Capp) i Ghilan’nain (Michelle Gomez), którzy w ramach zabezpieczenia przed śmiercią związali ze sobą wielkie smoki nazwane później arcydemonami. Kiedy dowodzonemu przez Fen’Harela powstaniu po dziesięcioleciach walk nie udało się obalić tyranów postanowił użyć magii, żeby ich uwięzić. W tym celu stworzył Zasłonę – barierę oddzielającą Thedas od Pustki, która stała się więzieniem evanuris – czego nieprzewidzianym skutkiem ubocznym było to, że nieśmiertelne dotąd elfy zaczęły się starzeć i umierać, a ostatecznie zostały pokonane przez ludzi, stając się ich niewolnikami. Żeby naprawić swój błąd postanawia odprawić rytuał, podczas którego przeniesie swoich zaprzysięgłych wrogów do nowego więzienia, a Zasłonę zniszczy, przywracając elfom utraconą chwałę, narażając jednak na śmiertelne niebezpieczeństwo inne rasy zamieszkujące Thedas.
W Straży Zasłony znaczącą rolę odgrywa sześć frakcji, których członkowie sprzymierzają się z postacią gracza. Smoki Cienia przeciwstawiają się magom z kultu Venatori dążącym do obalenia rządu Tevinteru, żeby następnie pod swoim przywództwem kraj przejął władzę nad całym kontynentem. Skaczący za Zasłonę badają starożytne elfie artefakty i ruiny w lesie Arlathan. W całym Thedas znana jest wywodząca się z Antivy gildia skrytobójców znanych jako Kruki, chełpiących się tym, że zawsze wykonują przyjęte zlecenia. Szarzy Strażnicy to zakon wojowników walczących z mrocznymi pomiotami, którego główna siedziba mieści się w fortecy Weisshaupt w Anderfels. Rivan jest domem licznych poszukiwaczy przygód i piratów zrzeszonych w wielu organizacjach, wśród których znajdują się m.in. Władcy Fortuny. W Nevarze – jedynym kraju na kontynencie, w którym zmarłych zwyczajowo grzebie się zamiast kremować, co pozwala demonom z Pustki na opętywanie ciał – ważną rolę odgrywają nekromanci zwani mortalitasi, których elitarnym odłamem jest Żałobna Gwardia doglądająca znajdującej się w stolicy Wielkiej Nekropolii.
Głównym bohaterem gry jest będący członkiem jednej z wymienionych wyżej frakcji „Rook”, który działając pod wpływem chwili podjął szlachetną decyzję, narażając jednak swoją organizację na szwank, przez co oddelegowano go dopóki sprawa nie ucichnie. Na wygnaniu „Rook” poznaje dwoje krasnoludów – Varrika Tethrasa (Brian Bloom), wicehrabiego Kirkwall i jednego z towarzyszy Inkwizytora, protagonisty poprzedniej części, oraz łuczniczkę Lace Harding (Ali Hillis), dawną zwiadowczynię Inkwizycji – od dłuższego czasu tropiących Fen’Harela z zamiarem pokrzyżowania jego planów. Poznawszy krasnoludy i ich misję „Rook” dołącza do nich. Do samego „Rooka” poza Harding z czasem przyłączają się kolejne osoby: czarodziejka i smok cienia Neve Gallus (Jessica Clark); skacząca za Zasłonę elfia czarodziejka Bellara Lutare (Jee Young Han); antivański kruk Lucanis Dellamorte (Zach Mendez) związany z demonem mściwości; elfi wojownik Davrin (Ike Amadi), szary strażnik wychowujący młodego gryfa Assana; qunari Taash (Jin Maley), ziejącu ogniem władcu fortuny i łowcu smoków; oraz mag i żałobny gwardzista Emmrich Volkarin (Nick Boraine). Sojusznikami „Rooka” zostają też pojawiające się gościnnie postacie ze wcześniejszych części, chociażby wiedźma Morrigan (Claudia Black), tevinterski polityk Dorian Pavus (Ramon Tikaram) czy Izabela (Victoria Kruger) – była kapitan pirackiego statku, obecnie przywódczyni Władców Fortuny.

### Fabuła
Fabuła Straży Zasłony rozgrywa się dziesięć lat po wydarzeniach z Inkwizycji. „Rook”, Varrik i Harding przemierzają Minratus w poszukiwaniu Fen’Harela, który ma niedługo rozpocząć rytuał zniszczenia Zasłony. Od uratowanej przed venatori Neve dowiadują się, że evanuris przebywa w Arlathanie. „Rookowi” udaje się odwrócić uwagę Fen’Harela i tym zakłócić rytuał, wskutek czego na wolność wydostają się Elgar’nan i Ghilan’nain, a Straszliwy Wilk zostaje uwięziony w Pustce. Varrik odnosi poważne rany i przekazuje „Rookowi” dalsze dowodzenie nad operacją.
Drużyna znajduje schronienie w Latarni, dawnej siedzibie buntowników Fen’Harela, stworzonej i ukrytej przez niego przed innymi evanuris w Pustce. „Rook” zdaje sobie sprawę, że ze względu na odniesioną podczas przerwania rytuału ranę za sprawą magii krwi może porozumiewać się ze Straszliwym Wilkiem, który informuje go, że Ghilan’nain kontroluje mroczne pomioty i skażenie wywołujące Plagę, co zamierza wykorzystać jako broń do przejęcia władzy nad światem. „Rook” odkrywa, że z evanuris sprzymierzyli się venatori i antaamowie – zbuntowanymi qunari, którzy porzucili filozofię swojego ludu, żeby oddać się podbojom i grabieżom. Poznawszy pełną skalę zagrożenia zaczyna werbować towarzyszy, tworząc drużynę nazwaną Strażą Zasłony.
Siły sprzymierzone z evanuris przypuszczają jednoczesny atak na Minratus i Treviso, a „Rook” decyduje się na uratowanie jednego z nich. Po odkryciu dalszych planów przeciwników drużyna wyrusza do fortecy Weisshaupt, gdzie przy wsparciu szarych strażników udaje się pokonać związanego z Ghilan’nain arcydemona, przez co ta staje się śmiertelna, jednak nie udaje się jej pokonać. Straż Zasłony postanawia rozprawić się z przywódcami venatori i antaamów, poznając dzięki temu dalsze plany evanuris – stworzenie sztyletu mogącego rozerwać Zasłonę. Po tym, jak jeden ze strażników Zasłony poświęca się, żeby umożliwić Lucanisowi zabicie Ghilan’nain, Fen’Harel ucieka ze swojego więzienia w Pustce, przenosząc do niego „Rooka”. Ten odkrywa w nim, że Varrik w rzeczywistości zginął podczas pierwszej konfrontacji ze Straszliwym Wilkiem, a pogodziwszy się z żalem ucieka z niego. Fen’Harel, będący pod wrażeniem zaradności „Rooka”, obiecuje mu pomoc i pod postacią wielkiego wilka zabija arcydemona Elgar’nana, dzięki czemu ten staje się śmiertelny, a „Rookowi” udaje się go zabić. Prowadzi to do rozdarcia Zasłony, która okazuje się być nierozerwalnie związana z esencją evanuris, spośród których przy życiu pozostał już tylko Fen’Harel. Używając siły, podstępu albo perswazji „Rook” prowadzi do jego połączenia z Zasłoną, zażegnując niebezpieczeństwo jej zniszczenia oraz zagrożenie ze strony evanuris.
W ramach zadań pobocznych gracz może poznać zapomnianą historię kształtowania się świata przedstawionego, która na przestrzeni tysiącleci została przeinaczona w legendy albo stała się podstawą wierzeń mieszkańców kontynentu. Dzięki nim możliwe jest również odblokowanie ukrytego zakończenia, w którym przedstawiciel tajemniczej grupy nazywanej „Egzekutorami” wyjawia, że byli oni potajemnie zaangażowani w wydarzenia ze wszystkich dotychczasowych gier z serii i są gotowi przybyć do Thedas.

## Rozgrywka
Dragon Age: Straż Zasłony jest fabularną grą akcji z perspektywą trzeciej osoby i otwartym światem. Podobnie jak w poprzednich częściach rozgrywka polega na eksplorowaniu otwartego świata, wykonywaniu zadań głównych i pobocznych, walce z przeciwnikami oraz nawiązywaniu relacji z towarzyszami. Podczas gdy zadania główne są wymagane, żeby popchnąć fabułę do przodu, poboczne można pominąć, pozwalają jednak zdobyć dodatkowe zasoby i wyposażenie, lepiej poznać towarzyszy oraz rozwinąć wiedzę o świecie przedstawionym.

### Tworzenie postaci i rozwijanie relacji
W odróżnieniu od dwóch wcześniejszych części, które umożliwiały importowanie stanu świata z poprzedniczek, w Straży Zasłony zrezygnowano z tego rozwiązania. Zamiast tego możliwe jest wskazanie trzech wyborów odnoszących się do wydarzeń z Inkwizycji oraz odtworzenie wyglądu Inkwizytora i określenie kilku dodatkowych wyborów związanych bezpośrednio z nim. Tworząc swoją postać gracz wybiera jej rasę (człowiek, krasnolud, elf, qunari), klasę (wojownik, łotrzyk, mag), imię, wygląd oraz przynależność do jednej z sześciu wymienionych wcześniej frakcji. Podobnie jak pochodzenie Bohatera Fereldenu w Dragon Age: Początku (2009), tak i wcześniejsza przynależność „Rooka” do frakcji przekłada się na drobne zmiany w fabule i dialogach oraz sposób, w jaki odnoszą się do niego niektórzy bohaterowie niezależni (BN). Kreator postaci pozwala na dostosowanie jej wysokości czy umięśnienia, wybór sylwetki, płci/tożsamości płciowej, głosu czy zaimków osobowych (męskie, żeńskie, bezosobowe), pozwalając graczowi na stworzenie wedle własego uznania postaci cispłciowej, transpłciowej albo niebinarnej.
Za wykonywanie zadań, pokonywanie przeciwników oraz inne czynności postać nagradzana jest punktami doświadczenia (PD). Po zebraniu odpowiedniej ich liczy awansuje na wyższy poziom doświadczenia i otrzymuje punkt umiejętności, za który może poznać nową zdolność do wykorzystania w walce albo ulepszyć którąś z już poznanych. Wraz z awansem na dwudziesty poziom „Rook” może odblokować specjalizacje – dodatkowe drzewka rozwoju pozwalające poznać potężniejsze i bardziej zaawansowane umiejętności. Po osiągnięciu maksymalnego pięćdziesiątego poziomu postać przestaje zdobywać doświadczenie, a dodatkowe punkty umiejętności zdobywa tylko wykonując określoną aktywność poboczną w świecie gry. Gracz może w dowolnym momencie zwrócić wszystkie rozdysponowane wcześniej punkty umiejętności i rozdać je na nowo, co pozwala chociażby na wypróbowanie innego stylu gry.
Towarzysze także awansują na wyższe poziomy doświadczenia, ale ze względu na skromniejsze drzewka rozwoju i niższy maksymalny poziom, jaki mogą osiągnąć (dziesiąty), proces ten przebiega wolniej, a z każdym poziomem otrzymują dwa punkty umiejętności. Wybierane przez „Rooka” opcje dialogowe i podejmowane przez niego wybory mogą spotkać się z pozytywną lub negatywną reakcją towarzyszy; pochwalane przez nich działania zacieśniają więź pomiędzy nimi a „Rookiem”, co odblokowuje nowe tematy rozmów, zadania poboczne oraz specjalne umiejętności pozwalające odblokować niedostępne inaczej ścieżki podczas eksplorowania świata. Według twórców wszyscy członkowie Straży Zasłony są panseksualni, co po odpowiednim zacieśnieniu więzi umożliwia „Rookowi” nawiązanie romansu z każdym z nich, bez względu na płeć i tożsamość płciową protagonisty. Reżyser gry Corrine Busche zaprzeczyła, jakoby towarzysze mieli być „graczoseksualni” (ang. playersexual), tj. że grywalna postać pociąga ich wyłącznie dlatego, że to gracz chce z nią romansować, chociaż przyznała, że takie rozwiązanie znacząco ułatwia pisanie fabuły. Wykonując zadania związane z daną frakcją, sprzedając cenne przedmioty jej handlarzowi oraz ulepszając jego sklep „Rook” zwiększa rangę i wpływy sprzymierzonej organizacji, co pozwala kupować u niej lepsze przedmioty. Zarówno poziom więzi z towarzyszami, jak i ranga frakcji mogą mieć wpływ na zakończenie gry, w tym na to, kto przeżyje finał.

### Walka
W walce zastosowano niektóre rozwiązania obecne wcześniej w serii Mass Effect, co przybliżyło Straż Zasłony do typowej fabularnej gry akcji, w której osłabiono nacisk kładziony na stosowanie taktyki i planowanie ruchów z wyprzedzeniem – aspekty charakterystyczne dla poprzednich Dragon Age’ów. Wzorem Mass Effectów liczbę postaci mogących jednocześnie towarzyszyć protagoniście zmniejszono z trzech do dwóch, a gracz nie może sprawować już nad nimi bezpośredniej kontroli. Chociaż w grze pozostawiono aktywną pauzę wstrzymującą na chwilę rozgrywkę, pozwala ona jedynie na wybranie pojedynczych umiejętności, których towarzysze użyją od razu po wznowieniu gry, a nie kolejkowanie akcji na kilka ruchów do przodu. Postacie będące wojownikami specjalizują się w walce w zwarciu i kontrolowaniu pola bitwy, mogąc zadawać duże obrażenia przeciwnikom, a samym przyjąć ich więcej niż przedstawiciele innych klas. Mogą walczyć zarówno bronią dwuręczną, np. mieczami, oskardami, młotami czy toporami, jak i jednoręczną i tarczą. Łotrzykowie polegają na szybkości i zwinności, walcząc zarówno w zwarciu przy użyciu dwóch broni jednoręcznych, jak i jako dystansowi łucznicy. Magowie rzucają czary zadające przeciwnikom obrażenia od żywiołów (np. ognia), wspomagające towarzyszy (chociażby lecząc ich), generujące ochronne tarcze czy umożliwiające teleportowanie się na krótkie dystanse, dzięki czemu także mogą walczyć zarówno w zwarciu, jak i na dystans oraz pełnić funkcję wspierającą bądź defensywną.
Poza wyprowadzeniem podstawowych ataków wyekwipowaną bronią postacie używają odblokowywanych po awansach na wyższe poziomy umiejętności. Są one silniejsze niż ataki podstawowe, mogąc chociażby zadawać obrażenia kilku celom znajdującym się w zasięgu rażenia, jednak po ich użyciu postać każdorazowo musi odczekać, aż się odnowią. W miejsce kolejkowania aktywnych rozkazów z poziomu menu aktywnej pauzy aspekt taktyczny starć polega na łączeniu ze sobą umiejętności „Rooka” i towarzyszy. Niektóre umiejętności „nakładają” na przeciwników negatywne efekty (np. osłabienie czy rozbicie), aktywowane po „zdetonowaniu” ich przez synergiczną umiejętność innej postaci. Wykonana w ten sposób kombinacja zadaje większe obrażenia i czyni wroga bardziej podatnym na obrażenia.

### Eksploracja
Na otwarty świat składa się szereg map pomiędzy którymi gracz przemieszcza się albo za pomocą sieci eluvianów (magicznych zwierciadeł), albo szybkiej podróży. Bazą wypadową Straży Zasłony jest Latarnia, dawna siedziba Fen’Harela w Pustce. Poza sześcioma głównymi mapami – miastami lub miejscami powiązanymi fabularnie z frakcjami wspierającymi „Rooka” i jego towarzyszami – możliwe jest także swobodne zwiedzanie Rozdroży, tj. centrum sieci eluvianów. W ramach niektórych zadań gracz trafia jednorazowo do miejsc, które stają się niedostępne po ich ukończeniu, jak chociażby podziemne krasnoludzkie miasto Kal-Sharok czy forteca Weisshaupt.
Przemierzając świat postać natrafia na początkowo niedostępne dla niej obszary, do których wzorem metroidvanii może dostać się dopiero z czasem, np. po aktywowaniu określonego zadania czy odblokowaniu specjalnej umiejętności towarzysza. Otwierając znajdowane w świecie gry skrzynie, wykonując zadania czy poprzez kupno „Rook” zdobywa nowe elementy rynsztunku dla siebie i towarzyszy, materiały rzemieślnicze, pamiątki oraz przedmioty kosmetyczne. Postać nie może sprzedawać broni i pancerzy, które pozostają w jej ekwipunku przez cały czas, a w przypadku pozyskania duplikatu automatycznie podnoszony jest ich poziom i rzadkość. Pamiątki pozwalają zwiększyć poziom warsztatu zamieszkującego Latarnię ducha zwanego Opiekunem, który używając zebranych przez „Rooka” materiałów rzemieślniczych może ulepszyć rynsztunek jego i towarzyszy albo nałożyć na przedmioty zaklęcia zapewniające dodatkowe pasywne premie. W grze zaimplementowano transmogryfikację – mechanikę pozwalającą podmienić wygląd wyekwipowanego przedmiotu na wygląd innego z tej samej kategorii bez wpływu na statystyki noszonego przez postać rynsztunku.

## Proces produkcji
Produkcja czwartej części serii Dragon Age rozpoczęła się w 2015 pod nazwą kodową Joplin, a jej reżyserem był wówczas Mike Laidlaw. W pierwotnych założeniach miała to być gra mniejsza od Inkwizycji, kładąca większy nacisk na mającą rozgrywać się głównie w Tevinterze fabułę. Krótko po premierze Intruza z BioWare’u odszedł David Gaider – główny scenarzysta serii i jeden z twórców uniwersum – zastąpiony następnie przez Trick Weekes. Problemy trapiące twórców dwóch innych grach studia, powstających równolegle do Straży Zasłony i znajdujących się już na bardziej zaawansowanym etapie prac – Mass Effect: Andromedy (2017) i Anthem (2019) – doprowadziły do częstego przenoszenia pracowników zespołu odpowiedzialnego za Joplin do pomocy przy siostrzanych projektach. W rezultacie pod koniec 2016 roku prace nad Joplin całkowicie wstrzymano i wznowiono w marcu 2017 roku, po premierze Andromedy. W październiku 2017 roku projekt został skasowany przez studio i jego właściciela, Electronic Arts, który jako powód podał niemożność wydania Dragon Age IV jako gry-usługi, wobec czego wydawca nie mogłoby monetyzować jej po premierze. W odpowiedzi na skasowanie Joplin ze studia odeszli następni wieloletni pracownicy, w tym m.in. Laidlaw.
W 2018 roku prace nad grą wznowiono w ramach nowego projektu o kryptonimie Morrison. Ponieważ bazował on na kodzie wieloosobowego Anthem, studio mogło łatwiej zaimplementować w nim elementy gry-usługi. Producentem wykonawczym został wówczas Mark Darrah, a na dyrektora kreatywnnego wybrano Matthew Goldmana. Według agencji Bloomberga po sukcesie przeznaczonej wyłącznie dla jednego gracza gry Star Wars: Jedi – Upadły zakon (2019) oraz zaniechaniu w lutym 2021 prób naprawienia niedomagającego Anthem, Electronic Arts i BioWare podjęły decyzję o usunięciu z Morrisona planowanych funkcji wieloosobowych i opracowaniu gry jednoosobowej. 3 grudnia 2020 roku Darrah opuścił BioWare, a na stanowisku producenta wykonawczego zastąpił go kierownik siostrzanego studia BioWare Austin – Christian Dailey. Goldman zwolnił się w listopadzie 2021 i został zastąpiony przez Johna Eplera. Dailey odszedł ze studia w lutym 2022, a jego miejsce zajęła Corinne Busche. Do zespołu dołączyli również Benoit Houle jako dyrektor ds. rozwoju projektu oraz Mac Walters jako producent. W październiku 2022 BioWare ujawniło, że Straż Zasłony znajduje się w wersji alfa, tj. w stanie surowym umożliwiającym ukończenie głównego wątku fabularnego, ale do gry nie zaimplementowano jeszcze wielu mechanik i treści.
W lutym 2023 do Internetu wyciekły materiały ze wczesnej wersji gry ujawniające, że twórcy zdecydowali się na walkę w czasie rzeczywistym inspirowaną serią God of War, co stanowiło znaczącą zmianę względem wcześniejszych odsłon. Sisi Jiang z Kotaku stwierdziła wówczas: „Prawdą jest, że najwierniejsi fani Dragon Age nie dbają aż tak o rozgrywkę, ale mimo to nie zasługują na grę, która sprawia wrażenie jakby urwała się z zupełnie innego gatunku”. W styczniu 2023 z BioWare odszedł Walters, a według komunikatu EA w marcu 2023 do studia powrócił Darrah, zaś do pomocy przy Straży Zasłony dokooptowano członków zespołu odpowiedzialnego za Mass Effect 5. W sierpniu 2023 BioWare zwolniło pięćdziesięciu pracowników pracujących nad Strażą Zasłony i piątą częścią Mass Effect, w tym scenarzystkę Mary Kirby odpowiedzialną m.in. za postać Varrika i rasę qunari. Redaktor „PC Gamera” Robin Valentine skomentował wówczas: „Nie oznacza to, że [w studiu] nie pozostali już żadni weterani odpowiedzialni za jego stare, dobre gry, ale [teraz] zdecydowanie [pracują w nim] inne osoby niż te, które stworzyły jego największe przeboje”. W wywiadzie udzielonym niedługo po premierze gry Epler przyznał, że w studiu pozostało „może ze dwadzieścia osób”, które pracowały nad dwiema pierwszymi częściami Dragon Age. W październiku siedmiu zwolnionych pracowników pozwało BioWare, domagając się od firmy odszkodowania finansowego, ponieważ ze względu na podpisane umowy o zachowaniu poufności czasu spędzonego nad Strażą Zasłony nie mogli wpisać do curriculum vitæ, co skutkowało powstaniem w nich nieuzasadnionej kilkuletniej luki.

### Projekt

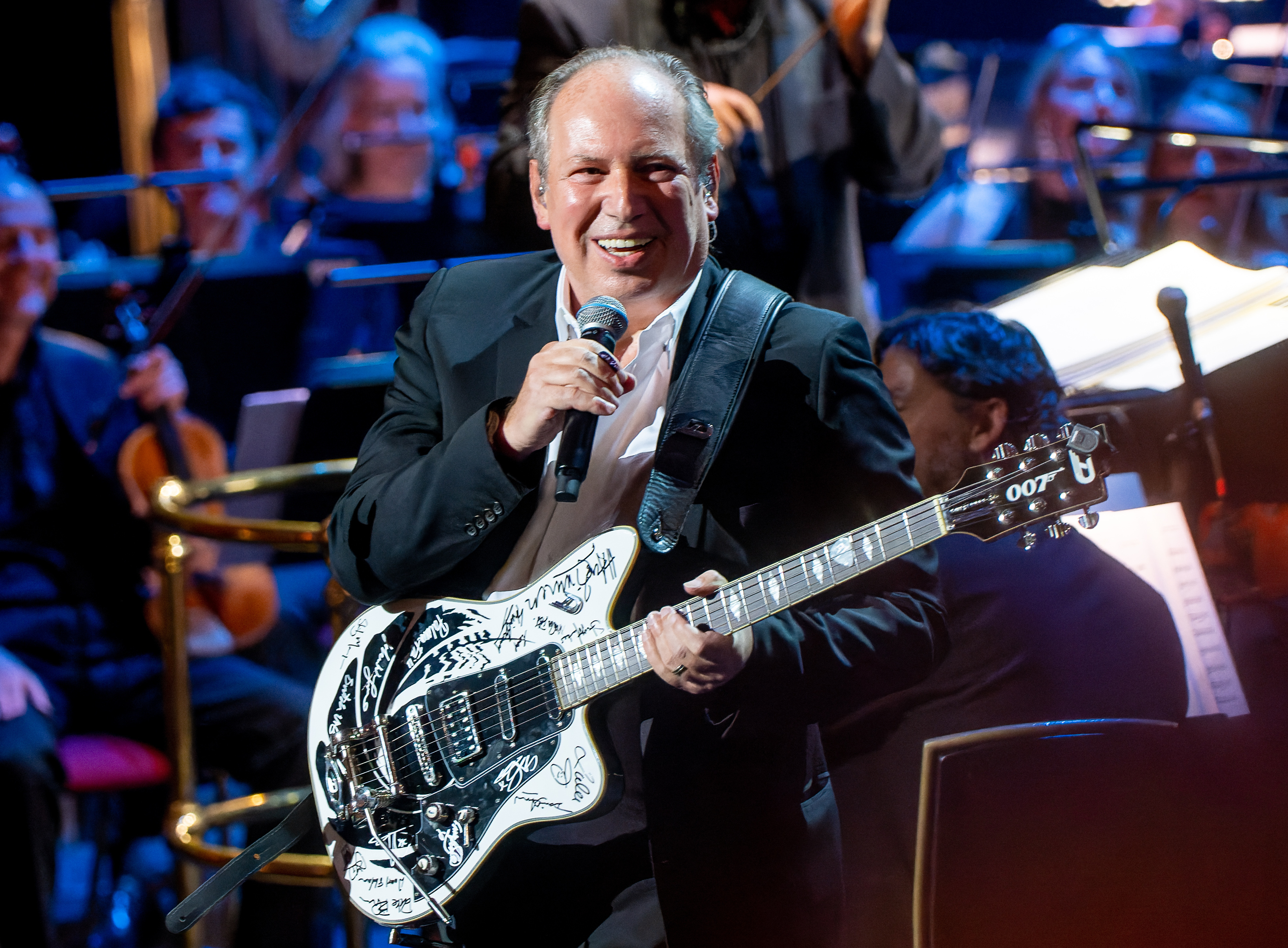
Hans Zimmer, współkompozytor ścieżki dźwiękowej do gry.

W odpowiedzi na krytykę otwartego świata Inkwizycji, na który składało się kilka dużych lokalizacji uznanych za puste i nieciekawe, projektując Straż Zasłony twórcy – inspirując się projektem poziomów chociażby z God of War (2018) czy Star Wars: Jedi – Ocalałego (2023) – zdecydowali się na większą liczbę map o mniejszych rozmiarach. Rozwiązanie to miało na celu zwiększenie różnorodności odwiedzanych miejsc, które łatwiej byłoby uzupełnić interesującą zawartością, jak również położenie większego nacisku na opowiadaną historię czy wątki towarzyszy. Podczas prac nad grą postanowiono, że gracz nie będzie mógł zaimportować decyzji, jakie podjął w poprzednich częściach, a zamiast tego wskazać tylko trzy decyzje odnoszące się do Inkwizycji. Według Eplera podyktowane było to faktem, że większość decyzji podjętych w dwóch pierwszych Dragon Age’ach nie ma bezpośredniego przełożenia na fabułę części czwartej, rozgrywającej się od dziesięciu do ponad dwudziestu lat później. Epler stwierdził, że pominięcie opcji zaimportowania stanu świata pozwoliło twórcom „uniknąć [odnoszenia się do nierzadko] sprzecznych ze sobą” wyborów podejmowanych przez graczy, co wyeliminowało konieczność pisania wielu wariantów poszczególnych scen, a dodatkowo – ze względu na to, że poprzednią grę wydano dziesięć lat wcześniej – starano się, żeby Straż Zasłony była przystępna i zrozumiała fabularnie zarówno dla wieloletnich fanów serii, jak i dla osób niemających wcześniej z nią styczności. Muzykę skomponowali Hans Zimmer i Lorne Balfe, którzy zastąpili odpowiedzialnego za ścieżkę dźwiękową do Inkwizycji Trevora Morrisa.
Pomimo tego, że podczas cyklu produkcyjnego poprzedniczki BioWare napotkało liczne problemy w związku z koniecznością napisania jej na silniku Frostbite, stworzonym z myślą o strzelankach rozgrywających się na stosunkowo niedużych obszarach, po lepszym zapoznaniu się z tą technologią studio użyło jej także do opracowania części czwartej. Chociaż poprzednie odsłony serii charakteryzowały się mroczniejszym i bardziej realistycznym tonem, także pod względem oprawy wizualnej, w przypadku Straży Zasłony zdecydowano się na zmianę kierunku artystycznego. Spotkało się to z negatywnym odzewem części fanów, uważających nową grafikę za „zbyt kreskówkową”, „przywodzącą na myśl animację Disneya” i odstającą stylistycznie od wcześniejszych części. Dyrektor artystyczny Matthew Rhodes wyjaśnił, że decyzję tę podjęto „w pełni rozmyślnie”, uzasadniając: „Początek był inspirowany klasycznymi obrazami fantasy, Dragon Age II malarstwem renesansu północnego i filmami Kurosawy, a Inkwizycja kontynuowała ten trend. Strażą Zasłony chcemy postawić kropkę nad »i« w tym temacie”. Dodał też, że stylizowana oprawa – w odróżnieniu od grafiki dążącej do realizmu – pozwala uniknąć wrażenia doliny niesamowitości i wolniej się starzeje.
Na etapie projektowania podjęto także decyzje o złagodzeniu niektórych aspektów właściwych dla poprzednich odsłon, jak chociażby krwi. Podczas gdy we wcześniejszych częściach po zakończonej walce martwi przeciwnicy leżeli w kałużach krwi, której krople pozostawały na twarzach postaci, w Straży Zasłony zrezygnowano z tego rozwiązania. Według Rhodesa było ono „głupkowate” i podyktowane ograniczeniami sprzętowymi ówczesnych konsol i komputerów, na których tylko w taki sposób można było zobrazować zaciętą walkę, podczas gdy na urządzeniach dziewiątej generacji można wykorzystać do tego realistyczne animacje czy pył, błoto i inne zabrudzenia osadzające się na twarzach bohaterów. Rhodes stwierdził, że krew celowo zarezerwowano dla kluczowych scen. Podczas gdy Początek spopularyzował w komputerowych grach fabularnych koncept podejmowania wyborów moralnych, mierzenia się z ich konsekwencjami oraz możliwości grania postacią dobrą, okrutną albo moralnie niejednoznaczną, w Straży Zasłony całkowicie usunięto system moralności i przedstawiono postać wyłącznie prawą. Z tego powodu chociażby „Rook” będący magiem, w odróżnieniu od protagonistów poprzednich części nie może korzystać z żadnego rodzaju magii krwi, ponieważ według Weekes była ona „główną przyczyną wielu paskudnych rzeczy”, a twórcy nie chcieli, żeby grywalna postać mogła stosować tak niegodziwe praktyki.
Straż Zasłony opracowywano jako grę w zamyśle maksymalnie przystępną i inkluzywną, stąd chociażby na etapie projektowania zdecydowano o nieumieszczaniu w niej żadnych sekwencji quick time events, często sprawiających problemy graczom z niepełnosprawnościami. Chociaż seria Dragon Age od samego początku była stosunkowo progresywna m.in. pod względem przedstawiania osób nieheteronormatywnych, to według Busche celem twórców Straży Zasłony było „wyznaczenie nowych standardów inkluzywności w branży [gier komputerowych]”. W tym celu chociażby podczas tworzenia swojej postaci gracz może swobodnie mieszać sylwetki, fryzury, głosy czy wybrać zaimki osobowe, w kreatorze zwiększono różnorodność dostępnych odcieni skóry, umożliwiono zdefiniowanie wielkości przyrodzenia i biustu, na którym mogą być widoczne blizny po zabiegu powiększeniu piersi. „Rook” może rozmawiać na temat swojej transpłciowości czy niebinarności z bohaterami niezależnymi, a wątek fabularny Taash dotyczy w dużej mierze jejgo tożsamości płciowej i przynależności kulturowej. Towarzysze w ramach losowych dialogów mogą rozmawiać na temat swoich wcześniejszych doświadczeń seksualnych, a ci, z którymi „Rook” nie nawiąże romansu, związać się ze sobą niezależnie od intencji gracza. Twórcy wykorzystali opracowaną przez Electronic Arts technologię Strand Hair wykorzystywaną wcześniej chociażby w serii FIFA, pozwalającą na animowanie niezależnie od siebie pięćdziesięciu tysięcy kosmyków włosów w każdej ze stu fryzur dostępnych w grze. W Straży Zasłony poza pięcioma predefiniowanymi poziomami trudności zaimplementowano szereg opcji przystępności, w tym chociażby możliwość zmiany rozmiaru czcionki napisów dialogowych i interfejsu użytkownika, przypisania wedle własnych preferencji większości przycisków na kontrolerze, określenia widoczności znaczników prowadzących do celu zadania, włączenia opcji zapobiegającej postaci, jak również filtry dla osób z różnymi wadami wzroku. Poza predefiniowanymi poziomami trudności gracz może stworzyć własny, samodzielnie określając parametry takie jak chociażby wielkość obrażeń zadawanych wrogom czy otrzymywanych od nich.

## Marketing i dystrybucja
Pierwszą zapowiedź czwartej części Dragon Age zaprezentowano w grudniu 2018 podczas ceremonii rozdania The Game Awards. Zapowiedź ujawniała, że ważnymi elementami fabuły będą czerwone lyrium (spaczone źródło magii) oraz postać Fen’Harela. Nie ujawniono wówczas tytułu gry, którą w prasie branżowej roboczo nazywano Dragon Age IV; niedługo później BioWare zaczęło promować w mediach społecznościowych slogan „The Dread Wolf Rises”, przez niektórych uznany za podtytuł. W sierpniu 2020  podczas targów Gamescom zaprezentowano zwiastun z grafikami koncepcyjnymi, a w listopadzie teaser z udziałem Fen’Harela i Varrika. Chociaaż pierwsza zapowiedź gry miała miejsce w 2018 roku, to dwa lata później ani studio, ani wydawca nie przedstawili konkretnych informacji na jej temat, wobec czego dziennikarze branżowi uznali, że znajduje się ona na tak wczesnym etapie, że Electronic Arts nie ma jeszcze rozpisanego pomysłu na to, kiedy rozpocząć jej promocję i jak ma ona przebiegać.
W czerwcu 2022 roku ujawniono, że gra zatytułowana będzie Dragon Age: Straszliwy Wilk (ang. Dragon Age: Dreadwolf). Według Asha Parrisha z The Verge informacja ta okazała się „ekscytująca dla wielu fanów”, ponieważ nie tylko potwierdzała, że głównym antagonistą zostanie Fen’Harel, ale też – w odróżnieniu od poprzednich odsłon – będzie stanowiła bezpośrednią kontynuację poprzedniczki. W grudniu 2023 opublikowano kolejny teaser, w którym pojawiły się Antiva, Rivan i Anderfels – kraje wspominane wcześniej w grach, ale nieodwiedzane przez protagonistę żadnej z nich.
6 czerwca 2024 ogłoszono nowy tytuł – Dragon Age: Straż Zasłony. BioWare wyjaśniło, że chociaż Fen’Harel pozostał postacią ważną dla fabuły, to ostateczny tytuł lepiej odzwierciedla jej sens. Dyrektor generalny BioWare’u Gary McKay doprecyzował, że zmiana nie była podyktowana zogniskowanym wywiadem grupowym, a chociaż Straszliwy Wilk wydaje się bezpieczniejszym wyborem, to najważniejsi w grze są „Rook”, jego towarzysze i ich historie. Po ogłoszeniu nowego tytułu Ed Smith z PCGamesN stwierdził, że „[zmiana] wydaje się właściwa w kontekście skupienia się na zbieraninie postaci i tworzących się między nimi powiązań”. Andy Chalk z „PC Gamera” i Kenneth Shepard z Kotaku wyrazili odmienną opinię. Według Chalka „Straż Zasłony nie mówi nic, w przeciwieństwie do Straszliwego Wilka”, a „kiedy [widzi się] słowa »Straszliwy Wilk«, [to] od razu wiadomo, że stanie się coś niedobrego”. Shepard stwierdził: „Rozumiem, że ta konwencja nawiązuje do Inkwizycji – nazwanej po drużynie, którą się zebrało – ale Straszliwy Wilk był mocnym tytułem, za którym będę tęsknił”. 11 czerwca opublikowano pierwszy zwiastun prezentujący rozgrywkę.
Straż Zasłony trafiła do sprzedaży w trzech edycjach: standardowej; deluxe (umożliwiającej pobranie dodatkowych pakietów wyposażenia kosmetycznego dla postaci); oraz kolekcjonerskiej Rookowy kuferek, nie zawierającej płyty z grą ani kodu do jej pobrania, a dodatki cyfrowe z wydania deluxe oraz zestaw fizycznych gadżetów, takich jak chociażby replika sztyletu Fen’Harela. Podczas gdy na konsolach gra dostępna jest zarówno w wydaniu fizycznym, jak i w dystrybucji cyfrowej, na Windowsa dostępna jest jedynie w wersji cyfrowej. 4 listopada 2024 Epler zapowiedział, że Straż Zasłony jako pierwsza odsłona serii nie będzie po premierze wspierana przez żadne dodatki fabularne, ponieważ odpowiedzialni za nią pracownicy zostali już oddelegowani do prac nad Mass Effectem 5. Trzy dni później, z okazji Dnia N7 (święta Mass Effect), gra doczekała się łatki, która poza wyeliminowaniem błędów dodawała skórkę zbroi nawiązującą do komandora Sheparda – głównego protagonisty oryginalnej trylogii fantastycznonaukowej serii studia.
Przed premierą Straży Zasłony opublikowano kilka spin-offów serii rozgrywających się głównie w Tevinterze i rozwijających wiedzę o tym państwie. W marcu 2020 roku wydano zbiór opowiadań Dragon Age: Tevinterskie noce, a 9 grudnia 2022 roku na Netfliksie zadebiutował miniserial animowany Dragon Age: Rozgrzeszenie. Od stycznia do maja 2023 ukazywał się minikomiks George’a Manna Dragon Age: The Missing. Jego bohaterami są Varrik i Harding udający się na Głębokie Ścieżki, żeby zbadać nowy trop dotyczący Fen’Harela, a gościnnie pojawiło się w nim kilku późniejszych członków Straży Zasłony. Od 29 sierpnia do 17 października 2024 publikowano kolejne odcinki ośmioczęściowego słuchowiska Dragon Age: Śluby i zemsta przedstawiającego towarzyszy i sojuszników „Rooka” przed wydarzeniami z gry. 5 listopada do sprzedaży trafił artbook The Art of Dragon Age: The Veilguard zawierający grafiki koncepcyjne ze Straży Zasłony i informacje na temat jej powstawania.

## Odbiór

### Przed premierą
Po premierze pierwszego zwiastuna z rozgrywką na jego temat wypowiedział się Gaider, który stwierdził, że „prezentuje się znacznie lepiej niż ten zapowiadający grę”. Pochwalił m.in. to, jak wygląda Minratus i wyraził żal, że kiedy jeszcze odpowiadał za markę twórcom nie udało się w taki sposób przedstawić Kirkwall z Dragon Age II czy Val Royeaux z Inkwizycji. Odniósł się również do krytykowanego przez część fanów kierunku artystycznego Straży Zasłony, stwierdzając, że „dotąd stylistyka zmieniała się z każdą kolejną grą z serii, więc po prostu trzeba się do tego przyzwyczaić”.
Po opublikowaniu zwiastuna prezentującego towarzyszy Robin Valentine z „PC Gamera” i Edwin Evans-Thirlwell z Rock Paper Shotgun wyrazili obawy odnośnie do ich projektu, porównując je nieprzychylnie do Fortnite: Battle Royale (2017) i wskazując na ich odmienność względem projektu bohaterów poprzednich części. Według Valentine’a towarzysze sprawiali wrażenie „bardziej gotowych na dodanie ich do przepustki bojowej niż udziału w epickiej przygodzie”, z kolei Evans-Thirlwell uznał, że pasują bardziej do filmowego cyklu Ocean’s niż Dragon Age. Gita Jackson z Aftermath stwierdziła, że „dziwny i zły” zwiastun prezentujący towarzyszy wpisuje się w „długą tradycję” kiepskiego reklamowania przez Electonic Arts gier z serii Dragon Age, która „już wcześniej padła ofiarą takiego zaniechania”. Wielu dziennikarzy, którzy zapoznali się z grywalną wersją demonstracyjną Straży Zasłony podczas wydarzenia Summer Game Fest, wyraziło się na temat gry pozytywniej, stwierdzając, że wcześniejsza zapowiedź prezentowała towarzyszy w sposób nieadekwatny. Mike Minotti z GamesBeat zaapelował do graczy, żeby „nie przestraszył ich dziwny zwiastun”. Sean Booker z CNetu i Alex Donaldson z VG247 uznali, że towarzysze przypominają postacie z serii Mass Effect, z kolei Maddy Myers z Polygonu i Parrishowi spodobały się bardziej zaawansowane opcje personalizowania awatara gracza. Parrish przyznał, że pomimo obaw, jakie wzbudzał przeciągający się cykl produkcyjny, po zapoznaniu się z wersją demonstracyjną uważa, że „BioWare’owi uda się wyprowadzić [markę] na prostą”.

### Po premierze
Według agregatora recenzji Metacritic Straż Zasłony spotkała się z „ogólnie pozytywnym” przyjęciem ze strony recenzentów, ze średnią ocen wynoszącą, w zależności od wersji, 76–86/100. W agregatorze OpenCritic gra na wszystkich platformach polecana jest przez 69% recenzentów, a średnia jej ocen wynosi 81/100. Ze względu na obecność w grze wątków LGBT niedługo po premierze Straż Zasłony stała się przedmiotem review bombingu ze strony użytkowników Metacritic, zarzucających produkcji „wokizm” i określających ją mianem „propagandowej” czy nastawionej na realizację celów organizacji wspierających różnorodność, równość i inkluzywność, co skutkowało zaniżeniem średniej ocen użytkowników do 2,3/10 (Windows) i 3,8–3,9/10 (PS5/XSX). Dziennikarze związani z branżą gier komputerowych zwrócili uwagę, że opinie użytkowników zamieszczane w agregatorach recenzji nie są miarodajne, ponieważ mogą wystawiać je osoby, które w ogóle nie miały styczności z recenzowanym tytułem, podczas gdy oceny na platformach dystrybucji cyfrowej – wystawiane tylko przez użytkowników, którzy nabyli grę – są w większości pozytywne (71% na Steamie, 4,1/5 w PlayStation Store, 4/5 w Sklepie Microsoftu). W odpowiedzi na dużą liczbę negatywnych recenzji motywowanych wyłącznie zarzutami o „wokizm” administracja Metacritic zapowiedziała ich weryfikację oraz usunięcie tych nieodnoszących się do samej gry.
Wielu recenzentów zwróciło uwagę na to, że Straż Zasłony różni się od poprzedniczek – zarówno pozytywnie, jak i negatywnie. Hayes Madsen z „Rolling Stone” uznał grę za „nowy początek dla marki”, będący „w zasadzie [jej] miękkim resetem”. W podobnym tonie wypowiedziała się Leana Hafer z IGN-u, według której „[przedstawiona] historia sprawia wrażenie zarówno pożegnania, jak i miękkiego rebootu, co – paradoksalnie – jest na swój sposób jednocześnie odświeżające i rozczarowujące”. Krzysztof Kempski z „CD-Action” stwierdził, że Straż Zasłony to „kolejny zwrot w formule serii – zdecydowanie najradykalniejszy od samych jej początków”, wprowadzone zmiany w dużej mierze oceniając negatywnie, zarzucając m.in., że gra ma „niewiele wspólnego z serią Dragon Age” i „nie ma [w niej] nawet pełnoprawnego RPG”. Podobną opinię wyraził chociażby Szymon Radzewicz ze Spider’s Web, który uznał Straż Zasłony za „ofiarę poszukiwań własnej tożsamości”, będącą co prawda „niezłą grą akcji, ale kiepskim cRPG”, czy Malindy Hetfeld z „The Guardian”, według której jest to „dobra gra fabularna, ale rozczarowujący Dragon Age”. Tomas Franzese z Digital Trends skrytykował „uciekanie się do żałośnie nieśmiesznych dialogów, których pełno we współczesnych blockbusterach”, będących w jego opinii „desperacką próbą sprawienia, żeby gra już od samego początku była przystępna dla wszystkich”; ostatecznie stwierdził, że Straż Zasłony jest „na wskroś bezpiecznym powrotem BioWare’u do formy”. Anna Garas z Gier-Online stwierdziła, że „[w grze] są emocje, ale dziś to trochę za mało”, ponieważ twórcy wychowujący się na grach BioWare’u większość elementów realizuje dziś lepiej w swoich produkcjach. Wielu recenzentów przyrównało Straż Zasłony negatywnie do wydanych rok wcześniej Baldur’s Gate III, stawianych jako wzór udanej gry fabularnej nowej generacji, do którego powinni dążyć autorzy innych tytułów z tego gatunku.
Wielu recenzentów wypowiedziało się krytycznie na temat fabuły gry i sposobu, w jaki ją poprowadzono. Zdaniem Asha Parrisha z The Verge wybory podejmowane przez gracza w poprzednich trzech częściach z reguły miały niezbyt znaczące „osobiste konsekwencje”, ale grając w Straż Zasłony „po raz pierwszy czuł, że wybory mają jakieś znaczenie w odniesieniu do jego postaci, świata wokół niej i niego samego jako gracza”. Według Garas „BioWare wciąż radzi sobie świetnie” pod względem pisania scenariuszy zarówno do podniosłych scen akcji, jak i w „mniejszej skali”, np. zadań towarzyszy, nadal potrafiąc „wykrzesać z siebie kreatywną energię”. Madsen stwierdził z kolei, że „wybory wydają się nie być aż tak znaczące jak we wcześniejszych częściach”, a „znaczące decyzje” mające wpływ na fabułę są „niezwykle rzadkie”. W podobnym tonie wypowiedział się Franzese, który stwierdził, że „w Straży Zasłony brakuje interesujących i znaczących wyborów oraz ich konsekwencji”, a jeśli gracz wykonał wszystkie zadania towarzyszy i frakcji to wybory nie mają znaczenia w kontekście zakończenia. Według Paula Tassiego z „Forbesa” w grze niemal nie występują trudne sytuacje i decyzje, a negatywne skutki tych nielicznych, które już się pojawiają, gracz może zniwelować „w sposób graniczący z używaniem kodów”. Według Hafer fabuła rozwija się w „dziwnym” tempie, a nie licząc wątków towarzyszy i Fen’Harela „nie prezentuje sobą niczego nadzwyczajnego”. Harvey Randall z „PC Gamera” uznał fabułę za „pokraczną”, sprawiającą szczególnie złe wrażenie na samym początku, pełnym „suchej jak wiór” ekspozycji. Przyznał, że chociaż z czasem staje się lepsza, to mimo wszystko całościowo odstaje od lepszych pod tym względem poprzedniczek. Kempski skrytykował strukturę fabuły opierającą się na „łańcuszku przyczynowo-skutkowym” wymagającym wykonywania przez kilka godzin szeregu następujących po sobie zadań mających niewielkie znaczenie dla fabuły, która w międzyczasie stoi w miejscu. Jak stwierdził: „Przez większość czasu nie dzieje się tu nic ciekawszego ponad typowe »zbuduj drużynę i leć zabić tych złych«”. Jack Coleman z TheGamer stwierdził, że fabuła Straży Zasłony „jest tak szablonowa, jak to tylko możliwe”, przez co „czuł zawód ze względu na ograniczenia scenopisarskie i możliwości odgrywania postaci”.
Jako znaczącą wadę Straży Zasłony wskazywano usunięcie systemu moralności i brak możliwości wcielenia się w postać złą. Garas stwierdziła, że „pochodną tego braku moralnej niejednoznaczności jest to, że (...) BioWare momentami osuwa się w nieznośny dydaktyzm”. Steven Garrard z GameRantu przypomniał, że Dragon Age i Mass Effect stworzono jako serie charakteryzujące się cięższym klimatem, nierzadko stawiające gracza przed trudnymi i niejednoznacznymi wyborami, których konsekwencje poznawał dopiero po wielu godzinach, a ich protagoniści mogli być wzorem cnót albo bezwzględnymi okrutnikami. Jego zdaniem oparcie Straży Zasłony na lżejszych, bardziej humorystycznych i starających się nikogo nie urazić dialogach, sytuacjach i wyborach nie pasuje do ponurego świata fantasy, jakim początkowo było uniwersum Dragon Age. Tassi zwrócił uwagę, że w odróżnieniu od protagonistów poprzednich części „Rook” nie tylko nie może być zły, ale nie może nawet podjąć wyborów budzących wątpliwości moralne. Stwierdził także, że chociaż grę sklasyfikowano jako przeznaczoną tylko dla dorosłych graczy, to zabrakło w niej znanych z poprzedniczek znaczących konfliktów, brutalnej przemocy czy seksu, sporadycznie pojawiają się co najwyżej pojedyncze przekleństwa, nagość ograniczono do kobiecych piersi w kreatorze postaci, przez co w jego opinii Straż Zasłony sprawia wrażenie tytułu przeznaczonego raczej dla nastolatków. Coleman zauważył, że w Straży Zasłony brakuje „moralnej dwuznaczności będącej cechą charakterystyczną serii”, przez co „ci dobrzy są bezinteresownym wzorem cnót wszelakich, niedobrzy złem wcielonym spaczonym przez żądzę władzy”, a ostatecznie wszystkie postacie są szablonowe.
Jednym z najczęściej chwalonych aspektów Straży Zasłony byli towarzysze oraz poświęcone im wątki fabularne. Według Todda Harpera z Polygonu towarzysze „stanowią esencję Dragon Age w znacznie większym stopniu niż pretekstowa historyjka o walce dobra ze złem i próbie zapobieżenia katastrofie, która napędza fabułę”, a ci ze Straży Zasłony są „dziwni i osobliwi w najlepszy możliwy sposób”. Hafer stwierdziła, że każdy z nich jest „gwiazdą swojej własnej historii”, a wspólnie „tworzą złożoną, zapadającą w pamięć, dającą się lubić zbieraninę różnych osobowości”. Zdaniem Madsena w grze nie brakuje „smaczków i detali” dobrze oddających miejsce „Rooka” w fabule, ale ta „najbardziej błyszczy”, kiedy traktuje o towarzyszach, z których „każdy jest wspaniale napisany i świetnie wpasowany w historię”. Kempski stwierdził, że zadania towarzyszy są „najciekawszym punktem programu”, a „towarzysząca nam ekipa i romansowanie z jej członkami naprawdę dają radę, a przecież budowanie relacji ostatecznie zawsze było [w Dragon Age'ach] mniej lub bardziej istotne”. Zaznaczył jednak, że gracz może się znudzić, zanim dotrze do wątków fabularnych towarzyszy. Oliver Brandt ze „Sports Ilustrated” stwierdził, że Straż Zasłony jest pierwszą grą z segmentu AAA, w której rzetelnie przedstawiono postacie o różnych tożsamościach płciowych i problemy, z jakimi się zmagają. Stacey Henley z TheGamer uznała, że pomimo pewnych potknięć Straż Zasłony radzi sobie z przedstawieniem osób LGBT lepiej niż większość gier, które podejmują na poważnie tę tematykę, ale zauważyła, że nie było to przesadnie trudne ze względu na ograniczoną ich liczbę. W podobnym tonie wypowiedziała się Robin z Bea z Inverse stwierdzając, że pod tym względem „gra radzi sobie lepiej niż większość, ale wciąż pozostaje wiele rzeczy, które można było zrobić lepiej”. Garas zauważyła, że gra przesadnie polega na postaciach, które pojawiły się wcześniej w spin-offach serii: „Nigdy dotąd nie spotkałam się z tym, by gra pokazywała mi na ekranie postacie z pobocznych tekstów w takim natężeniu i oczekiwała, że samo ich wystąpienie wywoła u mnie wyrzut dopaminy”.
Część recenzentów uznała, że walka jako taka jest przyjemna, płynna i dobrze zrealizowana, chociaż z czasem staje się powtarzalna. Kempski stwierdził, że mechanika walki jest „zrealizowana całkiem sprawnie”, ale niekoniecznie pasuje do serii Dragon Age. Według Franzesego system walki jest „łatwy do nauczenia się, co zapewnia wiele satysfakcjonujących momentów w pełnych akcji starciach”, z kolei zdaniem Radzewicza „walka jest niezła, ale nigdy nie rewelacyjna”. W podobnym tonie wypowiedzieli się także Joanna Pamięta-Borkowska z Filmwebu czy Hetfeld. Hafer i Kempski uznali, że wadą gry jest niemożność bezpośredniego kontrolowania towarzyszy. Garas stwierdziła, że przekłada się to negatywnie na rozgrywkę, ponieważ nieśmiertelni towarzysze są ignorowani przez przeciwników, którzy skupiają się na postaci gracza i wymuszają walkę w zwarciu, co stanowi problem chociażby w przypadku używającego czarów dystansowych maga. Uznała, że „kompani praktycznie nie istnieją w walce”, będąc „w zasadzie gadającymi skill[ami]”. Inni wskazali, że postacie sterowane przez sztuczną inteligencję zaprojektowano dobrze i stanowią wsparcie dla gracza. Pamięta-Borkowska zauważyła, że przez łączenie ataków gracz nie powinien wybierać na misje tylko tych towarzyszy, których najbardziej lubi, ale zwracać też uwagę na ich uzupełniające się umiejętności, zaś Kempski stwierdził, że po odpowiednim opanowaniu łączenia umiejętności walki stają się przesadnie proste, przez co przestaje mieć znaczenie aspekt taktyczny. Zdaniem Harpera „aspekty niezwiązane z fabułą”, takie jak „eksploracja i walka”, zrealizowano „solidnie”, a według Hafer walki z bossami uwydatniały najlepsze strony mechaniki walki.
Kempski skrytykował projekt poziomów jako niespójny ze światem przedstawionym i pasujący bardziej do God of War niż gry fabularnej. Porównania do serii God of War użył także Radzewicz, który jednak pozytywnie ocenił zaprojektowane w ten sposób poziomy i eksplorację świata, uznając je za jeden z najlepiej zrealizowanych aspektów gry. Podobnie stwierdziła Garas, dla której „eksploracja stała się wręcz jednym z najjaśniejszych elementów” Straży Zasłony. Projekt poziomów i eksploracja spodobały się także Hetfeld, zaś Harper uznał je za „znośne”. Parrish stwierdził, że chociaż „projekty postaci i lokalizacji są interesujące”, to gra sama w sobie jest „przesadnie powolna”. Radzewicz zwrócił uwagę na brak wielu „banalnych elementów” gier fabularnych, takich jak możliwość zainicjowania rozmów z towarzyszami czy bohaterami niezależnymi, na czym „traci głębia świata [gry] i ucieka [jej] klimat”.
Hafer stwierdziła, że gra jest „wizualnie olśniewająca”, Harper z kolei uznał ją za „graficzną perełkę”, a decyzję o porzuceniu fotorealistycznej oprawy na rzecz stylizowanej za trafioną. Pamięta-Borkowska uznała, że lokalizacje to „często bajeczne miejsca”, ale na domyślnych ustawieniach graficznych „miejscami (...) tak kolorowe i świecące, że aż męczą[ce] oczy”. Według Kempskiego gra „wygląda bardzo dobrze”, to mimo wszystko „czasem prezentuje się nadmiernie cukierkowo, co średnio pasuje do kreowanej na mroczną opowieści”. Franzese stwierdził, że chociaż postacie czasami wyglądają „płasko i nienaturalnie”, to zmianę stylu graficznego ocenił pozytywnie, a całościowo jego zdaniem „Straż Zasłony wygląda fantastycznie”. Garas doceniła wygląd odwiedzanych lokalizacji, ich rozmach oraz dubbing, krytykując jednak muzykę, projekt strojów i niektórych przeciwników. Według Hetfeld „każda [odwiedzana] lokalizacja jest przepiękna i pełna szczegółów”, z kolei według Madsena „wizualnie gra prezentuje się w większości przypadków świetnie, chociaż sporadycznie zdarzają się nienaturalne animacje twarzy postaci”. Radzewicz uznał oprawę graficzną za „nierówną”.

### Sprzedaż
Tuż po premierze Straż Zasłony znalazła się na pierwszym miejscu najlepiej sprzedających się gier na Steamie, z wynikiem 85 tys. ustanawiając rekord największej liczby osób grających jednocześnie na tej platformie w grę BioWare’u. Kaan Serin z GamesRadaru+ zwrócił uwagę, że był to także „najbardziej udany debiut [gry wydanej przez EA] na tej platformie, nieznacznie przebijający maksymalną liczbę grających w Star Wars: Jedi – Ocalałego, która co prawda była imponująca już w zeszłym roku, ale i tak sporo niższa od rekordu 96 tys. osób grających jednocześnie w The Sims 4”. Rhiannon Bevan z TheGamer zauważył, że przytaczane dane odnoszą się wyłącznie „do tych, którzy kupili grę na peceta”, a chociaż nieznana jest całkowita liczba egzemplarzy sprzedanych na wszystkich platformach, to dostępne dzięki Steamowi statystyki „zdają się sugerować, że wszystko jest w porządku – a na pewno o niebo lepiej niż w przypadku ostatnich gier wyprodukowanych przez BioWare”.
We wstępnym raporcie kwartalnym opublikowanym w styczniu 2025 Electronic Arts poinformowało, że do końca 2024 roku Straż Zasłony „zainteresowała” półtora miliona graczy, co stanowiło wynik około połowę gorszy od prognozowanego przed premierą. Jako „zainteresowanie” firma traktowała zarówno sprzedane kopie gry, jak i liczbę uruchomień jej wersji demonstracyjnej, którą udostępniła w swojej usłudze subskrypcyjnej EA Play.

### Nagrody i wyróżnienia
Straż Zasłony nominowano do Golden Joystick Award jako grę roku, przegrała jednak z Black Myth: Wukong. Otrzymała także nominację do The Game Award w kategorii „najlepsze opcje przystępności”. Dziennikarze branżowi zauważyli, że zaledwie jedną nominację w pobocznej kategorii można postrzegać jako porażkę BioWare’u, które w 2014 otrzymało The Game Award dla gry roku za Inkwizycję. Stwierdzili także, że chociaż „Straż Zasłony skrojono pod te nagrody”, nie otrzymała nominacji w żadnej z kategorii, w których poprzednie gry studia otrzymywały je wielokrotnie, jak np. najlepsza gra, najlepsza fabuła, występ aktorski, gra fabularna czy reżyseria. Straż Zasłony otrzymała dziesięć nominacji do Canadian Game Awards, zdobywając cztery nagrody, w kategoriach gra roku i studio roku przegrywając jednak z Balatro i odpowiedzialnym za nie LocalThunk. Została ujęta w niektórych zestawieniach najlepszych gier 2024, w tym opracowanych przez redakcje „Time” (1. miejsce), Associated Press (4. miejsce) czy GamesRadar+ (3. miejsce, dodatkowo nominacja dla najlepszej gry fabularnej 2024).
| Rok  | Nagroda / organizacja             | Kategoria                                   | Nominowani                  | Wynik       |
| ---- | --------------------------------- | ------------------------------------------- | --------------------------- | ----------- |
| 2024 | Golden Joystick Awards            | Gra roku                                    | Dragon Age: Straż Zasłony   | nominacja   |
| 2024 | The Game Awards                   | Najlepsze opcje przystępności               | Dragon Age: Straż Zasłony   | nominacja   |
| 2024 | Titanium Awards                   | Najlepszy scenariusz                        | Dragon Age: Straż Zasłony   | nominacja   |
| 2025 | 28. DICE Awards                   | Najlepsza gra fabularna                     | Dragon Age: Straż Zasłony   | nominacja   |
| 2025 | 25. Game Developers Choice Awards | Najlepsza technologia                       | Dragon Age: Straż Zasłony   | wyróżnienie |
| 2025 | 25. Game Developers Choice Awards | Najlepsza gra poruszająca kwestie społeczne | Dragon Age: Straż Zasłony   | wyróżnienie |
| 2025 | 5. Canadian Game Awards           | Gra roku                                    | Dragon Age: Straż Zasłony   | nominacja   |
| 2025 | 5. Canadian Game Awards           | Najlepszy scenariusz                        | Dragon Age: Straż Zasłony   | wygrana     |
| 2025 | 5. Canadian Game Awards           | Najlepszy występ aktorski – Matt Mercer     | Matthew Mercer jako Manfred | nominacja   |
| 2025 | 5. Canadian Game Awards           | Najlepszy kierunek artystyczny              | Dragon Age: Straż Zasłony   | nominacja   |
| 2025 | 5. Canadian Game Awards           | Najlepszy projekt                           | Dragon Age: Straż Zasłony   | nominacja   |
| 2025 | 5. Canadian Game Awards           | Najlepsza ścieżka dźwiękowa                 | Dragon Age: Straż Zasłony   | wygrana     |
| 2025 | 5. Canadian Game Awards           | Najlepszy projekt dźwięku                   | Dragon Age: Straż Zasłony   | wygrana     |
| 2025 | 5. Canadian Game Awards           | Najlepsza technologia lub innowacja         | Dragon Age: Straż Zasłony   | nominacja   |
| 2025 | 5. Canadian Game Awards           | Najbardziej innowacyjne studio              | BioWare                     | wygrana     |
| 2025 | 5. Canadian Game Awards           | Studio roku                                 | BioWare                     | nominacja   |
| 2025 | 21. British Academy Games Awards  | Najlepszy scenariusz                        | Dragon Age: Straż Zasłony   | nominacja   |
| 2025 | GLAAD Media Awards                | Wybitna gra komputerowa o tematyce LGBT     | Dragon Age: Straż Zasłony   | wygrana     |